# Fernando León Boissier
Fernando León Boissier (28 de maio de 1966) é um velejador espanhol, campeão olímpico.

## Carreira
León consagrou-se campeão olímpico ao vencer a série de regatas da classe Tornado nos Jogos Olímpicos de Verão de 1996 em Atlanta ao lado de José Luis Ballester. Ele também ganhou o Campeonato Mundial de Vela Juvenil na classe 420 em 1982 e na classe Tornado em 1994.